# Neukappl
|                                      | Dieser Artikel wurde im Portal Bayern zur Verbesserung eingetragen. Hilf mit, ihn zu bearbeiten, und beteilige dich an der Diskussion! |
| Vorlage:Portalhinweis/Wartung/Bayern | |

Neukappl ist eine Ortslage in der Stadt Maxhütte-Haidhof. In Neukappl gibt es zehn Häuser, ein weiteres wurde angebaut. 

## Lage
Nach Leonberg im Südwesten und nach Haidhof im Nordwesten sind es jeweils etwa 1 km. Kappl, der namengebende Ortsteil von Maxhütte-Haidhof liegt 200 m nordwestlich. Der Regen (Fluss) bei Hinterberg im Osten ist 2 km entfernt und nach Ramspau im Süden sind es circa 3,5 km.

## Geschichte
Neukappl kam 1972 als Teil von Leonberg, das nach Maxhütte-Haidhof eingemeindet wurde, zur Stadt Maxhütte-Haidhof.